# فرزند مادری (فیلم)
فرزند مادری (به انگلیسی: Some Mother's Son) فیلمی محصول سال ۱۹۹۶ و به کارگردانی تری جرج است. در این فیلم بازیگرانی همچون هلن میرن، فیونولا فلانگان، آیدان گیلن، دیوید اوهارا، جان لینچ، تام هالندر، تیم وودوارد، کیران هایندز و جرالد مک‌سورلی ایفای نقش کرده‌اند.